# Presa José López Portillo
La Presa José López Portillo también conocida como Presa El Comedero, es un embalse artificial construido sobre el cauce del Río San Lorenzo, con el propósito de captación de agua como medio para el control de avenidas y para utilizarla en riego y generación de energía eléctrica.
Se encuentra ubicada en el municipio de Cosalá Sinaloa, fue puesta en operaciones en 1981, cuenta con una Central hidroeléctrica capaz de generar 100 megawatts de Energía eléctrica la cual inició operaciones el 13 de agosto de 1991, su embalse es aproximado a 2,250 millones de metros cúbicos de agua.
La presa Luis Donaldo Colosio es la 4° más grande del estado de Sinaloa y la 18° de México.